# 瓦斯盧伊戰役
瓦斯卢伊战役（Battle of Vaslui）是1475年1月10日摩達維亞的斯特凡三世和奥斯曼帝国的鲁米利亚总督哈德姆·苏莱曼帕夏之间进行的一場戰役。战斗发生在摩達維亞（现在是罗马尼亚东部的一部分）的瓦斯盧伊附近的高桥（Podul Înalt）。奥斯曼帝国的军队多达12万人，而對方摩达维亚军队约有4万名，外加数量较小的盟军和雇佣军。
斯特凡三世重創了奥斯曼人。根据威尼斯和波兰的记录，奥斯曼人一方的伤亡人数超过了40000人。穆拉德二世的前妻玛拉·布兰科维奇(Mara Hatun)告诉威尼斯特使，此次進攻是奥斯曼人有史以来最慘重的失利。斯特凡三世后来被教皇思道四世授予「基督冠军」（Athleta Christi）的称号，教皇思道四世称斯特凡三世为「基督教信仰的真正捍卫者」（"verus christianae fidei athleta"）。
根据波兰编年史家扬·德乌戈什的说法，斯特凡三世并没有庆祝胜利；相反，他還禁食面包和水四十天，并禁止任何人将胜利归功于他，斯特凡三世坚持将功劳归功于基督教的神。